# خافيير ديلغادو
خافيير ديلغادو (بالإسبانية: Javier Delgado)‏ (8 يوليو 1975 بمونتفيدو في الأوروغواي - ) هو لاعب كرة قدم أوروغواني في مركز الوسط. شارك مع منتخب الأوروغواي تحت 20 سنة لكرة القدم ومنتخب الأوروغواي لكرة القدم. أما مع النوادي، فقد لعب مع ديبورتيفو كالي ورامبلا جونيورز ونادي أتليتيكو كولون ونادي أونيفرسيداد دي تشيلي ونادي دانوبيو وناسيونال مونتيفيديو ونيولز أولد بويز وسنترال إسبانيول ونادي كونسيبسيون ‏ ونادي ساتورن رامنسكوي.

## وصلات خارجية
- خافيير ديلغادو على موقع قاعدة بيانات كرة القدم.إي يو (الإنجليزية)
- خافيير ديلغادو على موقع ناشيونال فوتبول تيمز (الإنجليزية)
- خافيير ديلغادو على موقع Soccerway.com (الإنجليزية)